# Марк Валерій Проб
Марк Валерій Проб (лат. Marcus Valerius Probus; 20 — 105 роки) — відомий давньоримський граматик та коментатор часів династії Флавіїв.

## Життєпис
Про родину немає відомостей. Народився у місті Беріт (Фінікія). Спочатку намагався зробити кар'єру військового, але коли Проб не зміг отримати звання центуріона (після декількох спроб), вирішив займатися вивченням латинських текстів. Для цього збирав та вивчав старовинні рукописи, видавав їх та складав до них коментарі, використовуючи досвід александрійських граматиків. Проб намагався точно відтворити мову оригіналів. Коментарі переважно стосуються творів Горація, Лукреція, Теренція, Персія. Окрім того у Проба є коментарі до творів Вергілія — Буколік та Георгік.

## Твори
- «Збірка творів Проба», яка стосувалася відмінювання іменників, дієслів та закінчень фраз. Ймовірно цю збірку створили вже після смерті Проба з його творів.
- «Інститут мистецтв» (або «Мистецтво Ватикану» через те, що рукопис було знайдено у бібліотеці Ватикану). Цей твір охоплює розгляд 8 частин мови.
- «Додаток Проба». Про іменники, використання випадках правила орфографії (цінні з посиланням на вимову тогочасною латиною). тут також міститься таблиця «Differentiae». (Додаток Проба тривалий час помилково приписувався Марку Валерію Пробу, наразі автор Додатку залишається невідомим).
- «De nomine excerpta». Цей твір є компіляцією з різних граматичних праць.